# Judd
Judd es una marca de motores fabricados por Engine Developments Ltd., una compañía fundada en 1971 por John Judd y Jack Brabham en Rugby (Warwickshire), Inglaterra.
Como productor de motores, John Judd trabajó en la Fórmula 1 desde 1988 hasta 1998 y en tres etapas. Entre 1988 y 1992, el fabricante presentó sus productos bajo su denominación original, mientras que desde 1993 a 1997, celebró un acuerdo con el fabricante japonés Yamaha, producto del cual sus motores pasaron a denominarse como el fabricante japonés. Finalmente y tras la salida de Yamaha de la Fórmula 1, Judd fue convocado por la escudería Arrows F1 Team para desarrollar una serie de motores propios, basados en los ex Judd/Yamaha.

## Fórmula 1

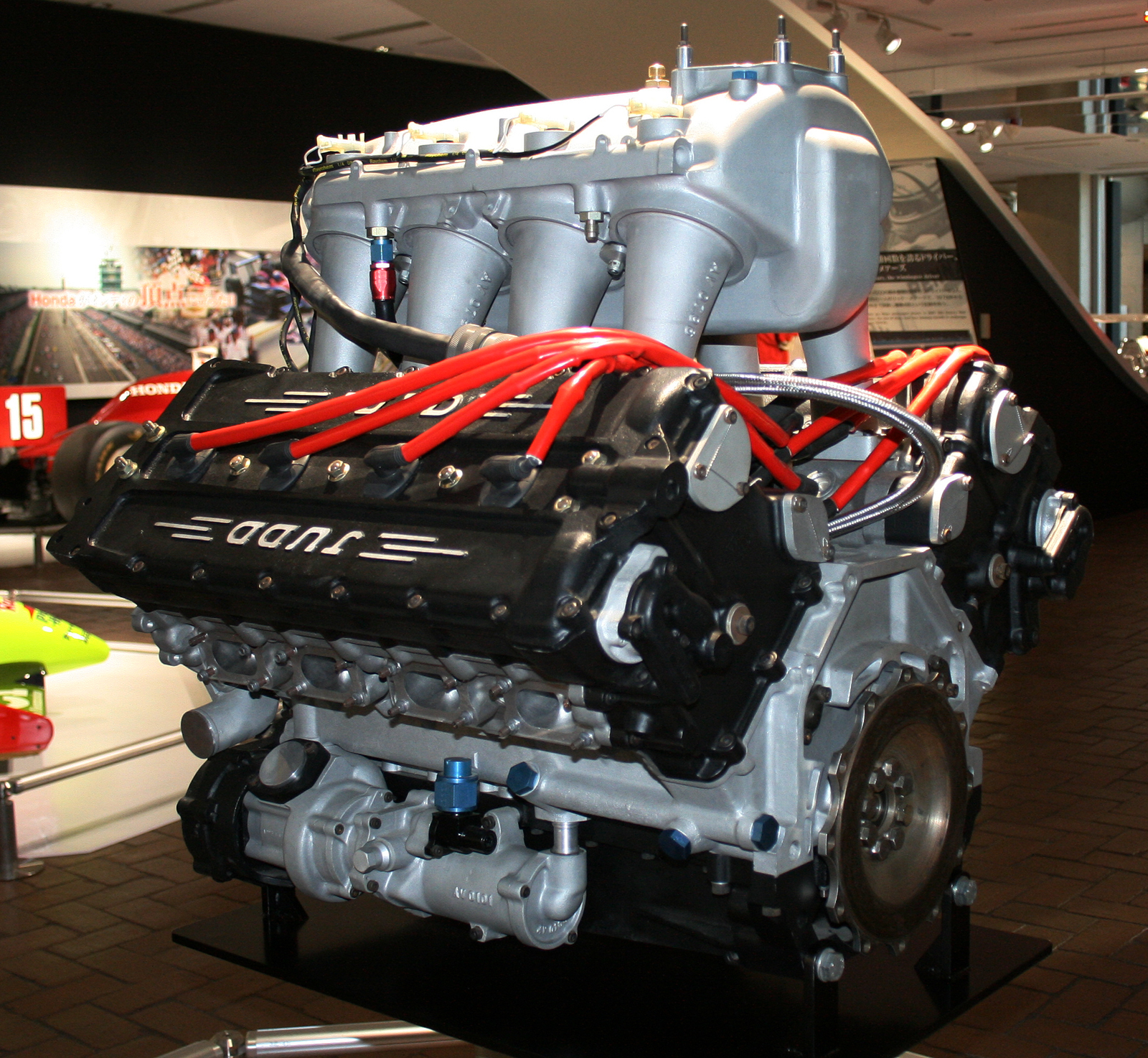
Serie AV de 1989 en el Salón de la colección de Honda

Judd participó en Fórmula 1 desde 1988 hasta 1992. Los mejores resultados del fabricante fueron dos segundos puestos, uno de Nigel Mansell con Williams en el GP de Gran Bretaña de 1988 y otro de Ivan Capelli con March en el GP de Francia de 1990. John Judd era el ingeniero encargado de diseñar los motores.
A partir del año 1992 John Judd se asociaría con Yamaha para continuar la producción de sus motores, obteniendo dos nuevos podios, uno en 1994 gracias a Mark Blundell con Tyrrell en el GP de España de 1994, y el último de Damon Hill con Arrows en el GP de Hungría de 1997.

## Resistencia
Judd ha motorizado con éxito diversos prototipos participantes en las 24 Horas de Le Mans y European Le Mans Series. El Pescarolo C60 ganó en las ediciones 2005 y 2006 de la Le Mans Series en la clase principal, LMP1. Por otra parte, el Lola B2K/40 de Intersport Racing consiguió la victoria en la categoría LMP2 de las 24 Horas de Le Mans de 2004 y el Reynard 01Q de Dick Barbour Racing fue también el ganador de la LMP2 en American Le Mans Series de 2001.